# Lábrea
Labréa est une municipalité brésilienne de l'État d'Amazonas .

## Transports
- Aéroport de Lábrea, situé à 5 km du centre-ville de Lábrea.